# Zosteria caesariata
Zosteria caesariata är en tvåvingeart som beskrevs av Daniels 1987. Zosteria caesariata ingår i släktet Zosteria och familjen rovflugor. Inga underarter finns listade i Catalogue of Life.